# Idiocera shannoni
Idiocera shannoni är en tvåvingeart som först beskrevs av Alexander 1926.  Idiocera shannoni ingår i släktet Idiocera och familjen småharkrankar. Inga underarter finns listade i Catalogue of Life.